# Minneapolis (Minnesota)
Minneapolis Hennepin megye székhelye és a világ egyik legnagyobb lisztpiaca az Amerikai Egyesült Államok Minnesota államában. A településen található a BNSF Railway egyik rendezőpályaudvara.

## Fekvése
A Mississippi folyó két partján helyezkedik el, itt található a St. Anthony nevű vízesés. Minneapolis közelében van a Minnehaha-vízesés, amelyet Longfellow verseiből ismerhetünk. A város határos Minnesota állam fővárosával Saint Paul-lal s ezért Twin cities (Iker városok) néven ismertek.

## Éghajlat
| Hónap                         | Jan.  | Feb.  | Már.  | Ápr.  | Máj. | Jún. | Júl. | Aug. | Szep. | Okt.  | Nov.  | Dec.  | Év    |
| ----------------------------- | ----- | ----- | ----- | ----- | ---- | ---- | ---- | ---- | ----- | ----- | ----- | ----- | ----- |
| Rekord max. hőmérséklet (°C)  | 14,0  | 18,0  | 28,0  | 35,0  | 41,0 | 40,0 | 42,0 | 39,0 | 40,0  | 32,0  | 25,0  | 20,0  | 42,0  |
| Átlagos max. hőmérséklet (°C) | −4,7  | −1,9  | 5,4   | 13,7  | 20,7 | 26,1 | 28,6 | 27,1 | 22,7  | 14,5  | 5,5   | −1,8  | 13,1  |
| Átlaghőmérséklet (°C)         | −8,8  | −6,3  | 0,7   | 8,4   | 15,3 | 20,9 | 23,5 | 22,1 | 17,5  | 9,7   | 1,6   | −5,6  | 8,3   |
| Átlagos min. hőmérséklet (°C) | −12,9 | −10,7 | −3,9  | 3,1   | 9,9  | 15,8 | 18,5 | 17,1 | 12,3  | 4,9   | −2,4  | −9,3  | 3,6   |
| Rekord min. hőmérséklet (°C)  | −41,0 | −36,0 | −36,0 | −17,0 | −8,0 | 1,0  | 6,0  | 4,0  | −3,0  | −12,0 | −32,0 | −39,0 | −41,0 |
| Átl. csapadékmennyiség (mm)   | 23    | 22    | 43    | 74    | 99   | 116  | 103  | 110  | 77    | 66    | 41    | 30    | 804   |
| Átl. páratartalom (%)         | 70    | 70    | 67    | 60    | 60   | 64   | 65   | 68   | 71    | 68    | 73    | 74    | 67    |
| Havi napsütéses órák száma    | 157   | 178   | 218   | 242   | 295  | 322  | 351  | 307  | 233   | 181   | 113   | 114   | 2711  |
| Forrás: NOAA                  |       |       |       |       |      |      |      |      |       |       |       |       |       |

## Népesség, ipar

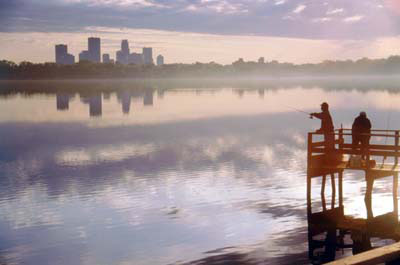
Lake Calhoun, háttérben a belvárossal

Minneapolist 1852-ben alapították, elsősorban skandináv telepesek és 1870-ben 18 000 lakosa volt. A 2000-ben megtartott népszámlálás során a városban 382 618 lakost regisztráltak, de az agglomerációban élőkkel együtt a népesség eléri a 3 milliót.
A 19. század végére a város gabonaipara szinte kialakult, számos nagy őrlőmalommal rendelkezett, amelyek évente mintegy 700 000 tonna lisztet készítettek; faipara is igen fejlett volt, fűrészmalmai 120-140 millió folyóméter fát dolgoztak fel. Nehézipari ágazatban különösen a vasáru-, gép-, lóvasúti kocsigyártásával tűnt ki. (Az egy évben előállított ipari termékek értéke kb. 80 millió dollár volt.)

## Nevezetességei

Az Eliel Saarinen által tervezett Christ Church Lutheran templom

- A város jelentősebb épületei közé tartozik a North Western Guarantee Loan Co. 52 méter magas székháza, tetején gyönyörű kertekkel; a Public Library and Art Gallery 50 000 kötet könyvvel, természetrajzi múzeummal, képtárral és művésziskolával; az egyetem, mintegy 1000 hallgatóval.
- Eliel Saarinen tervezte a Christ Church Lutheran nevű templomot.

## Híres emberek
- Prince zenész
- James Harris zenész, producer
- Richard Dean Anderson színész
- Brock Edward Lesnar pankrátor